# Торговля на Чуе
Торговля на Чуе — экономическая деятельность, направленная на осуществление купли-продажи, обмена товаров баев из Кёбёского отока, Тёлёсского отока и купцов из России, Китая, Тывы.
Торговля осуществлялась на территории Кёбёского отока, а Кош-Агач был застроен складами российских купцов.
Благодаря активной торговле на Чуе появился Чуйский тракт.

## Торговля с Китаем
Начало торговли на Чуе, возможно, началось благодаря ежегодным религиозным шествиям дербетов в сопровождении монгольского войска для положения дощечки в верховье реки Катуни в урочище Байхач. По дороге к ним присоединялись местные жители для обмена товарами. Жители Чуи продавали китайцам те товары, которые они сами купили у русских купцов.
До 60-х годов. XIX века приграничная торговля между Россией и Китаем была формально запрещена, поэтому носила контрабандный характер. Но положение жителей Кёбёкского отока позволяло им свободно торговать с Китаем и Россией. 

## Торговля с Россией
Первые сведения о том, что российские купцы ведут торговлю с Кёбёкским отоком относятся к середине XVIII века — в Курайской степи они выменивали у теленгитов на ткани, зерно, маральи рога и скобяные изделия — меха, скот и невыделанные кожи. Постепенно торговцы проложили торговый путь, который сегодня известен как Чуйский тракт. Прибыль от торговли с жителями Чуи для русских купцов была огромной — она получалась втрое или вчетверо больше вложенного торгового капитала.
В 1820-х или в 1830-х годах была основана фактория в урочище Кош-Агач. С тех пор российские купцы стали напрямую торговать с китайскими и монгольскими торговцами.

## Торговля с Тывой
Жители Тёлёсского отока активно вели торговлю с сойонами. Их ярмарка проводилась на границе отока с Китаем, проходившей по реке Чульче, впадающей в Алаш. Тувинцам тёлёсы обычно продавали русские товары, необходимые кочевникам, приобретая взамен в основном монгольскую шерсть. Товары из России продавались тувинцам по высоким ценам, а товары, предлагаемые самими тувинцами, скупались довольно дешево. Тёлёсы ездили торговать в Тыву группами от 10-15 человек, чтобы обеспечить постоянной и надёжной охраной свой товар.